# يوجين زيمرمان
يوجين زيمرمان (بالإنجليزية: Eugene Zimmerman)‏ هو كاريكاتيري أمريكي، ولد في 23 مايو 1862 في بازل في سويسرا، وتوفي في 26 مارس 1935.

## وصلات خارجية
- يوجين زيمرمان على موقع الموسوعة البريطانية (الإنجليزية)